# Amazonit

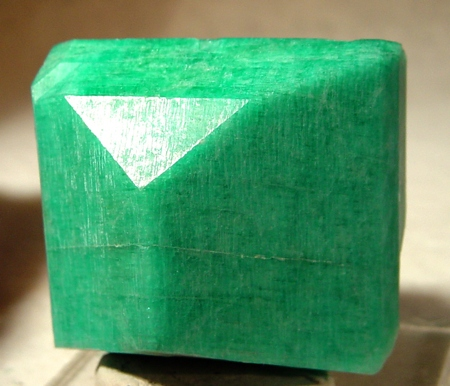
Amazonit șlefuit

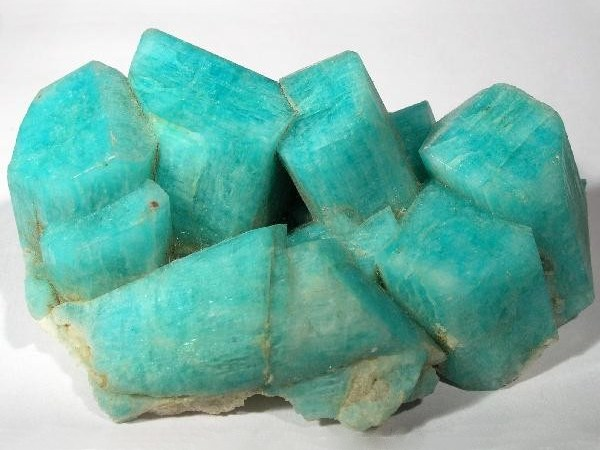
Amazonit în stare naturală

Amazonitul (numit uneori și Piatra Amazonului) este o varietate verde de feldspat, din grupa Ortoclaz. Numele provine de la fluviul Amazon, unde a fost descoperit.

## Compoziție chimică
Compoziția chimică a amazonitului este: (Na,K)[AlSi3O8]

## Localizare
Amazonitul se găsește în: sudul Canadei, SUA, Brazilia, Namibia, Madagascar, Mozambic, Etiopia, Egipt, Rusia, Suedia, Germania, Polonia.

## Ușor de confundat
Amazonitul poate fi ușor confundat cu: crisopazul, jadul, turcoazul și serpentinul.

## Duritate
Amazonitul are o duritate de 6-6,5 pe scara Mohs.

## Culori
Amazonitul poate fi: verde, gri, gălbui, alb, roșiatic. Cel mai des amazonitul are culoarea albastru intens, datorată unor impurități de plumb.

## Luciu
Luciul amazonitului este sticlos, în cazuri mai rare perlat.